# Nokia N91
Il Nokia N91 è uno smartphone prodotto dall'azienda finlandese Nokia e messo in commercio nel 2006.

## Caratteristiche
- Dimensioni: 113,1 x 55,2 x 22 mm
- Massa: 160 g
- Risoluzione display: 176 x 208 pixel a 262 144 colori
- Durata batteria in conversazione: 4 ore
- Durata batteria in standby: 190 ore (7 giorni)
- Memoria: 4 o 8 GB per mezzo di un hard disk meccanico miniaturizzato.[senza fonte]
- Fotocamera: 2.0 megapixel Ottica Carl Zeiss
- Bluetooth, USB e Wi-Fi